# Автошляхи Естонії

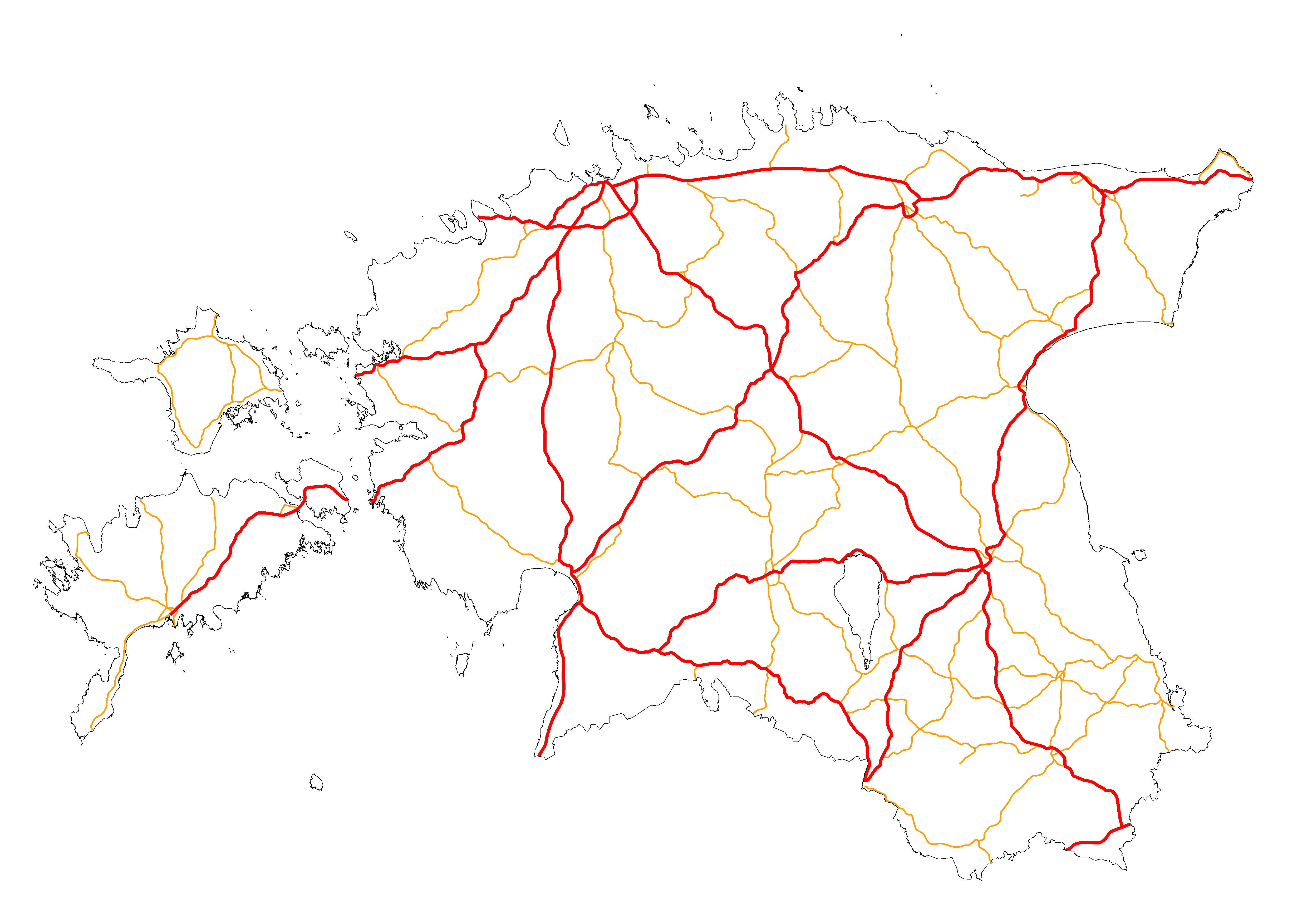
Карта національної мережі маршрутів Естонії. (riigimaanteed)

Автошляхи Естонії — є основною транспортною мережею Естонії. Естонська національна класифікація включає кілька класів автомобільних доріг:
- Головна дорога (põhimaantee) — шосе, що з'єднує столицю з іншими великими містами, з'єднує великі міста та столицю з великими портами, залізничними пунктами та прикордонними переходами.
- Допоміжний шлях (tugimaantee) — шосе, що сполучає міста з іншими містами та основними шляхами.
- Бічна дорога (kõrvalmaantee) — шосе, що з'єднує міста з районами, з'єднує райони та села та всі попередні з основними та допоміжними шляхами.

Крім них, національна класифікація доріг включає такі категорії, які також можуть називатися магістралями в загальному значенні, за зменшенням пріоритету (і застосовності терміна магістраль):
- Сполучна дорога (ühendustee) — побудована для транспортного потоку на перехрестях/розв'язках магістралей
- Інші (muu) — інші дороги в списку Міністерства економіки та зв'язку

Усі дороги в Естонії офіційно позначені цифрами з 1–5 цифр без офіційних префіксів.
Крім державних доріг, є 23 920 км доріг місцевого значення та близько 18 398 км приватних і лісових доріг. Загальна протяжність мережі доріг Естонії оцінюється в майже 59 тис. км.

## Класифікація автомобільних доріг Естонії
Технічна класифікація автомобільних доріг така:
- Автомагістраль (kiirtee) — асфальтована дорога, призначена для руху транспортних засобів із відповідною швидкістю, яка не обслуговує зони, що безпосередньо прилягають до неї. Автомагістраль має принаймні дві смуги в кожному напрямку руху, розділені фізично. Дорога повинна перетинатися із залізницею або іншими дорогами на окремих рівнях. В'їзд на дорогу та виїзд з неї здійснюється через смуги розгону та уповільнення. Дорога повинна відповідати стандартам автомагістралі, коли очікуваний AADT становить 30 000.
- I клас — автомобільна дорога з твердим покриттям, що має не менше двох смуг руху в кожному напрямку, яка перетинається із залізницею або іншими дорогами на окремих рівнях. В'їзд на дорогу та виїзд з неї здійснюється через смуги розгону та уповільнення. Дорога повинна відповідати стандартам шосе I класу, коли очікуваний AADT становить 14 500.
- II клас — дорога з твердим покриттям, яка може перетинатися з іншими дорогами на рівні. Дорога повинна відповідати стандартам магістралі II класу, коли очікуваний AADT становить 6000.
- III клас — автомобільна дорога з твердим покриттям, яка може перетинатися з іншими дорогами на рівні. Дорога повинна відповідати стандартам шосе III класу, коли очікуваний AADT становить 3000.
- IV клас — шосе з твердим або ґрунтовим покриттям, яке може перетинатися з іншими дорогами на рівні. Дорога повинна відповідати стандартам шосе IV класу, коли очікуваний AADT становить 500.
- V клас — дорога з твердим або ґрунтовим покриттям. Дорога має відповідати стандартам шосе V класу, коли очікуваний AADT становить 500.
- VI клас — Дорога з твердим або ґрунтовим покриттям. Дорога повинна відповідати стандартам шосе класу VI, коли очікуваний AADT становить 50.

## Основні маршрути

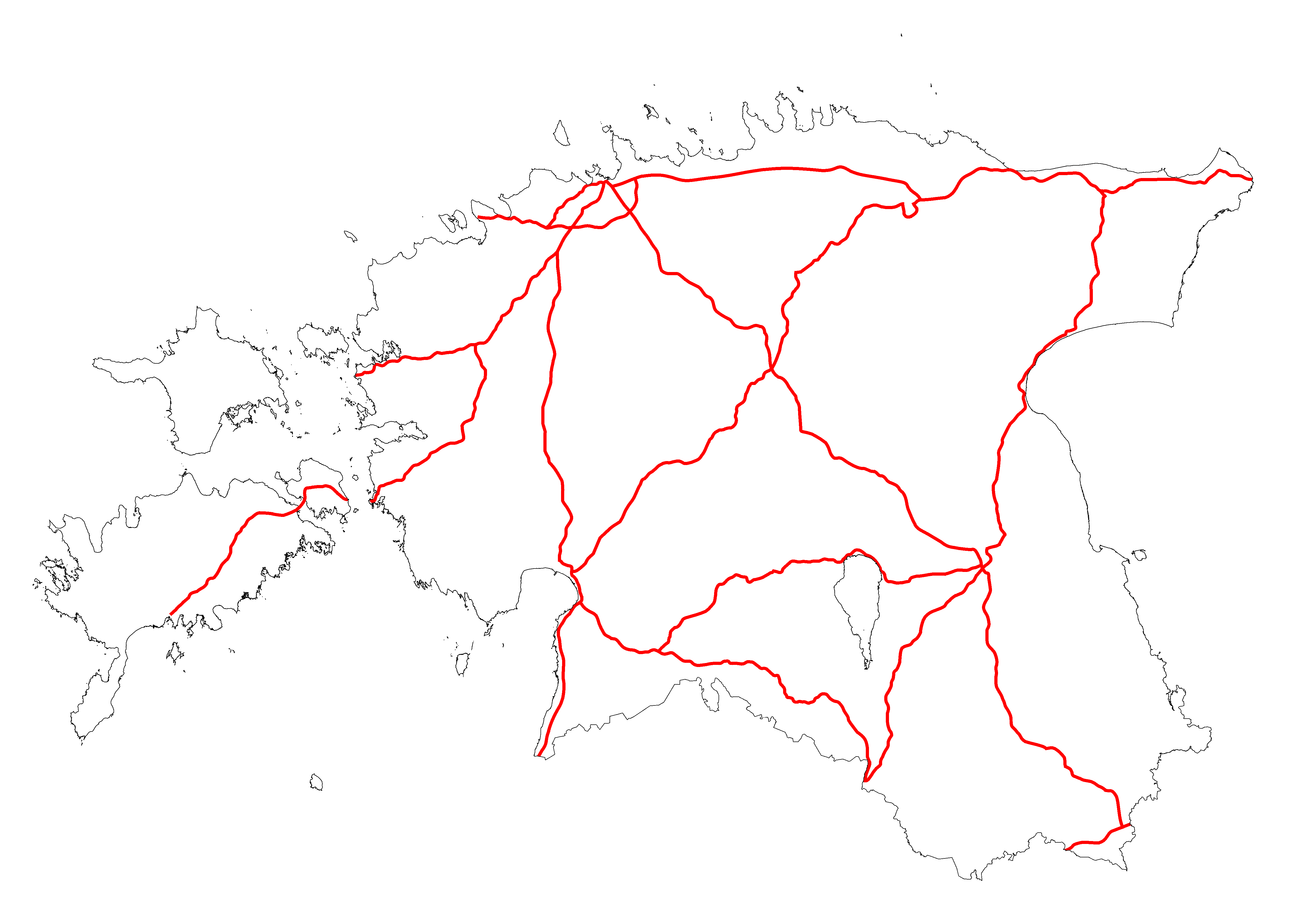
Карта національної мережі основних шляхів Естонії (põhimaanteed)

Основу національної системи доріг Естонії, національних магістралей (põhimaanteed), складають мережу доріг протяжністю 1602 кілометри, що становить 10 % загальної мережі доріг. Однак кількість трафіку становить майже 50 % обсягів трафіку мережі доріг Естонії. Найвищий AADT — навколо Таллінна, на T1 між Лоо та Маарду, на T2 між Таллінном та Юрі та на T4 між Laagri та Kanama (найвищий AADT на національних маршрутах Естонії — 31 000). Основний маршрут визначається як магістраль, яка з'єднує столицю з іншими великими містами, з'єднує великі міста та столицю з основними портами, залізничними пунктами та пунктами пропуску на кордоні. Наразі існує 12 окремих основних маршрутів. Основні маршрути позначені 1—2 білими цифрами на червоному щиті. Обмеження швидкості на основних магістралях Естонії становлять 110 або 120 на ділянках 2+2 і 90 на звичайних дорогах (на нових ділянках доріг вони регулюються відповідно до умов електронними знаками обмеження швидкості).

## Європейські маршрути

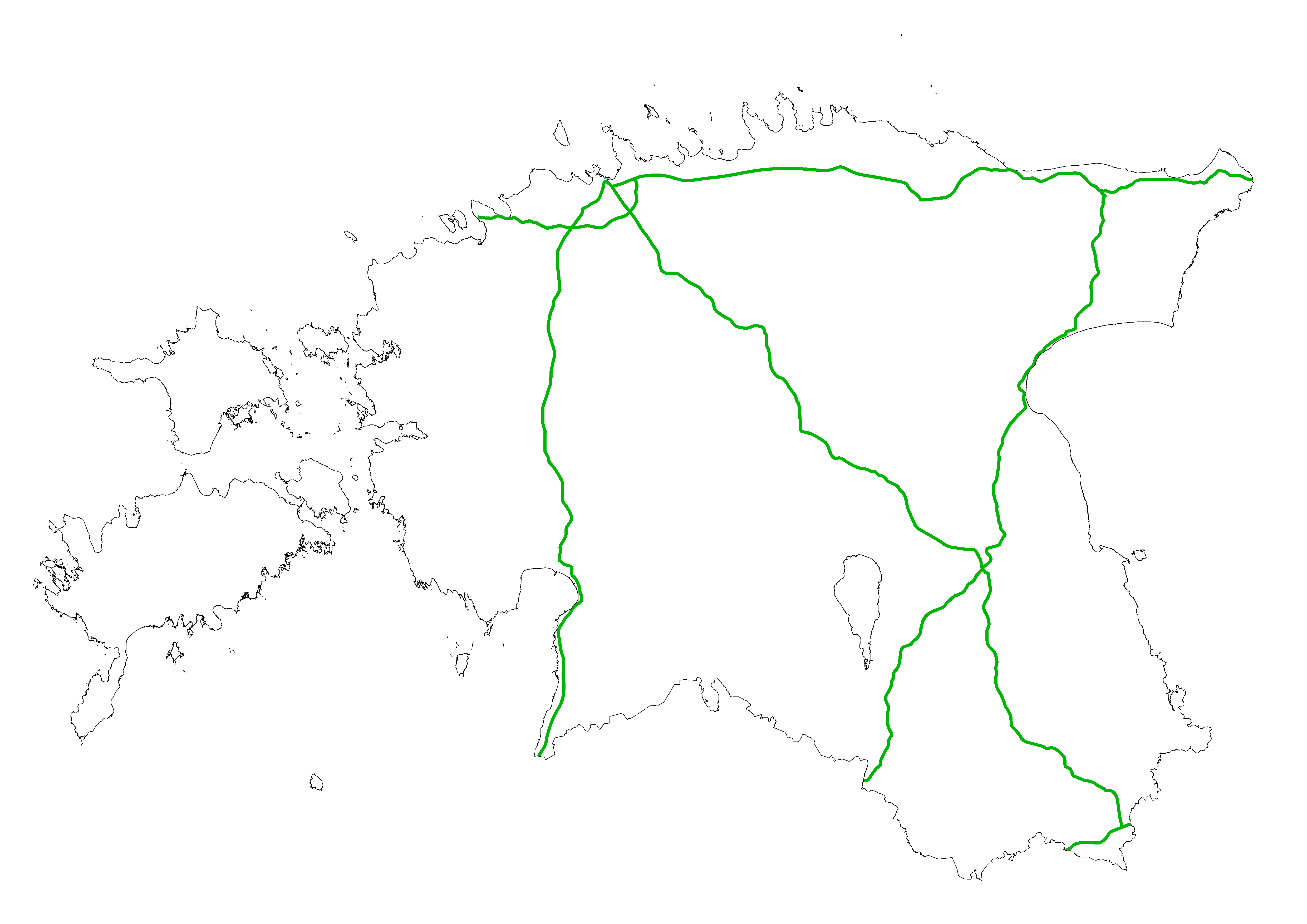
Карта міжнародних доріг Естонії

Естонія є частиною ЄЕК ООН, тому через неї також пролягає багато доріг E. Дороги E в Естонії утворюють мережу поверх основних маршрутів і зазвичай мають позначки на всіх знаках. Вони складають мережу доріг протяжністю 994 кілометри.